# 에머슨 칼리지
에머슨 칼리지(Emerson College)는 미국 매사추세츠주 보스턴에 주요 캠퍼스를 둔 사립 대학이다. 캘리포니아주 로스엔젤레스 할리우드, 네덜란드 림뷔르흐 웰에도 캠퍼스를 두고 있다. 1880년에 찰스 웨슬리 에머슨에 의해 설립되었다.